# پامنار (فیلم کوتاه)
پامنار نام فیلم کوتاهیست به کارگردانی رضا درمیشیان که در بیست و ششمین جشنواره بین‌المللی فیلم کوتاه تهران در بخش داستانیِ مسابقه سینمای ملی از ۲۰ تا ۲۵ آبانماه سال ۱۳۸۸ به نمایش درآمد.

## خلاصه داستان
پامنار داستان پیرمردی حواس‌پرت و فراموش کار ساکن محله پامنار تهران است که در گذشته خود زندگی می‌کند.